# Vlastimil Bedrna

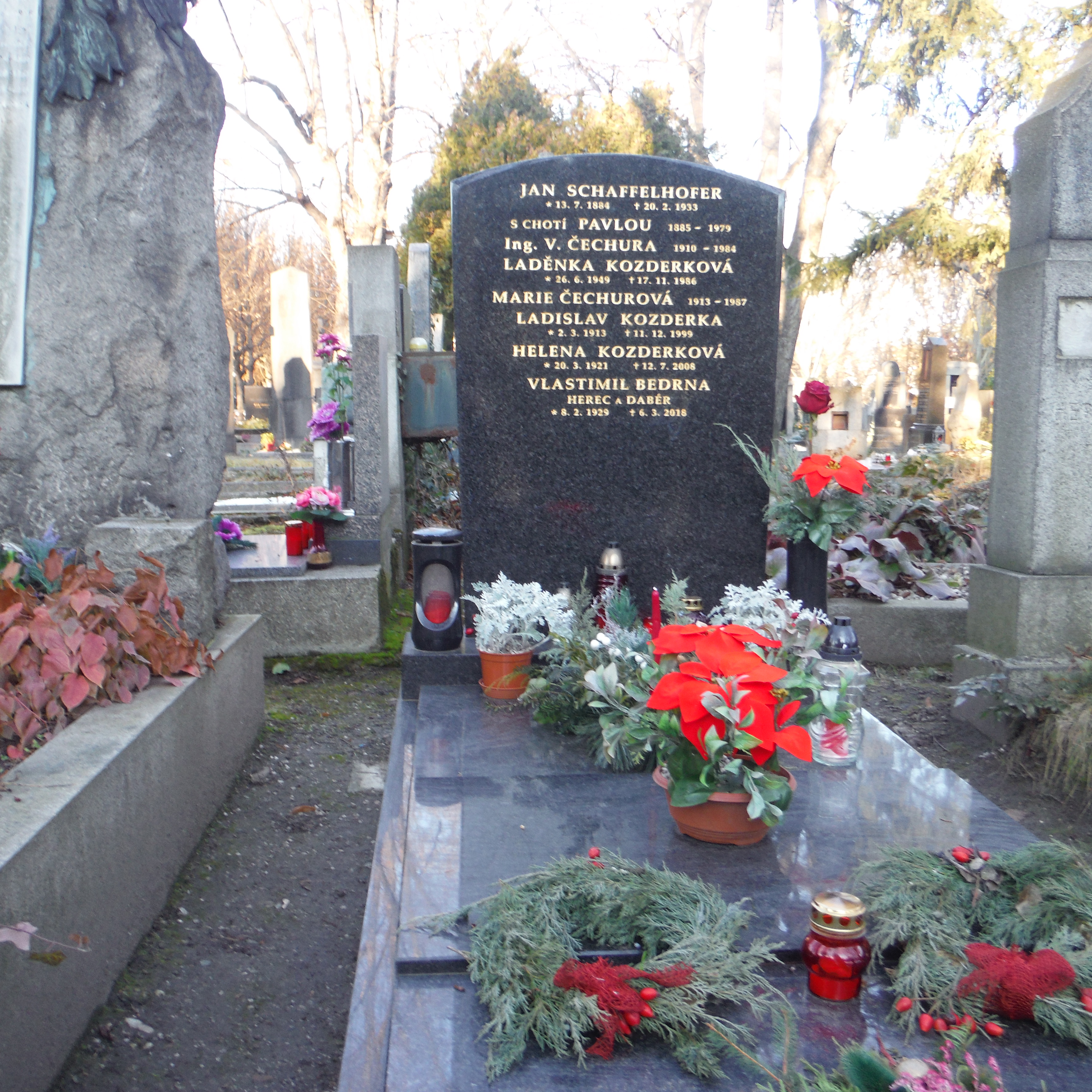
Hercův hrob na Vinohradském hřbitově

Vlastimil Bedrna (8. února 1929 Praha – 6. března 2018 Praha) byl český herec.

## Život
Po maturitě se zapsal na dvě školy, byl přijat nakonec na DAMU, kterou v roce 1952 úspěšně ukončil. Poté byl přijat do Divadla S. K. Neumanna, následovalo krátké působení v Mladé Boleslavi, rok vojny v Armádním uměleckém souboru (AUS) a návrat do Mladé Boleslavi. Jeho ročníkový spolužák z DAMU, Darek Vostřel, jej oslovil s nabídkou angažmá a Bedrna se tak stal jedním ze zakládajících členů divadla Rokoko. Zde pak působil společně s Darkem Vostřelem a Jiřím Šaškem jako herec a mim a to až do zrušení divadla v roce 1972. Poté hrál dlouhou dobu v Divadle Na zábradlí, kde účinkoval téměř ve všech hrách režírovaných Evaldem Schormem. Od roku 1995 působil v Divadle pod Palmovkou.
První manželka byla Libuše Vomáčková, se kterou měl syna. Jeho druhou manželkou, se kterou se seznámil při působení v Rokoku, byla od roku 1972 Laďka Kozderková. V roce 1976 se jim narodila dcera Vlastimila. Byl přítelem manželky Miloše Kopeckého Jany Kopecké.
V letech 1992–2002 daboval v českém znění animovaného seriálu Simpsonovi (1.–12. řada) postavu Homera Simpsona. Po prodělané mozkové mrtvici v roce 2003 jej v této roli nahradil Vlastimil Zavřel. Bedrna se poté nevrátil ani do divadla a stáhl se do ústraní.
Zemřel 6. března 2018 ve věku 89 let.

## Filmografie (výběr)
- 60. léta – Robot Emil (TV seriál)
- 1964 – Limonádový Joe aneb Koňská opera
- 1965 – Kdyby tisíc klarinetů
- 1971 – Svatby pana Voka
- 1974 – Jáchyme, hoď ho do stroje!
- 1977 – Noc klavíristy
- 1980 – Princové jsou na draka (TV film)
- 1984 – Království květin (TV film)
- 1984 – Bambinot (TV seriál)
- 1985 – Vlak dětství a naděje (TV seriál)
- 1985 – Co takhle svatba, princi? (TV film)
- 1986 – Velká filmová loupež
- 1986 – Ohnivé ženy se vracejí (TV film)
- 1986 – Mistr Pleticha a pastýř Jehňátko (TV film)
- 1987 – Stačí stisknout (TV film)
- 1987 – Gagman (TV seriál)
- 1987 – Ať přiletí čáp, královno! (TV film)
- 1988 – O třech synech (TV film)
- 1990 – Zvonokosy (TV film)
- 1990 – Případy pana Janíka (TV film)
- 1991 – O zapomnětlivém černokněžníkovi
- 1992 – Jak vyloupit banku (TV film)
- 1993 – Král posledních dnů (TV seriál)
- 1993 – Krvavý román (film)
- 1994 – Divadelní román (TV film)